# فرودگاه منطقه‌ای شهرستان ایگل
فرودگاه منطقه‌ای شهرستان ایگل (به انگلیسی: Eagle County Regional Airport) یک فرودگاه همگانی مسافربری با کد یاتا EGE است که یک باند فرود آسفالت دارد و طول باند آن ۲۷۴۳ متر است. این فرودگاه در کشور ایالات متحده آمریکا قرار دارد و در ارتفاع ۱۹۹۳٫۴ متری از سطح دریا واقع شده است.

## شرکت‌های هواپیمایی و مقصدهای پروازی

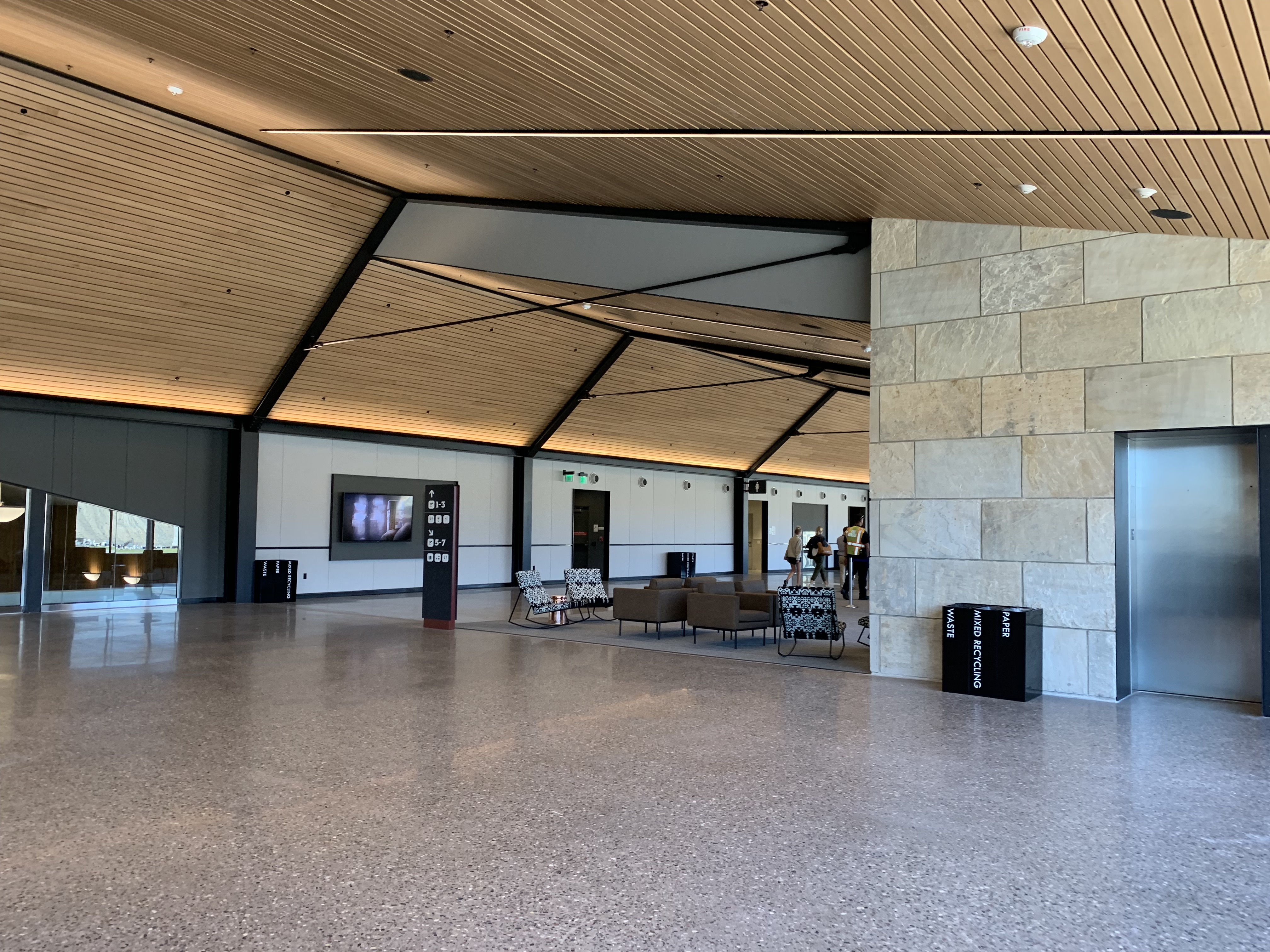
فرودگاه منطقه ای شهرستان ایگل

| شرکت‌های هواپیمایی | مقصدهای پروازی                                                 |
| ----------------- | -------------------------------------------------------------- |
| ایر کانادا        | فصلی: پیرسون تورنتو                                            |
| امریکن ایرلاینز   | فصلی: اوهر شیکاگو، دالاس-فورت ورث، لس‌آنجلس، میامی، جان اف کندی |
| امریکن ایگل       | فصلی: فینکس اسکای هاربر                                        |
| دلتا ایرلاینز     | فصلی: هارتسفیلد-جکسون آتلانتا                                  |
| یونایتد ایرلاینز  | فصلی: اوهر شیکاگو، دنور، جرج بوش، لیبرتی نیوآرک، دالس واشینگتن |
| یونایتد اکسپرس    | دنور فصلی: لس‌آنجلس، سانفرانسیسکو (آغاز از ۲۳ دسامبر ۲۰۱۷)      |